# Мацеюв (Малопольське воєводство)
Мацеюв (пол. Maciejów) — село в Польщі, у гміні Слабошув Меховського повіту Малопольського воєводства.
Населення — 107 осіб (2011).
У 1975-1998 роках село належало до Келецького воєводства.

## Демографія
Демографічна структура станом на 31 березня 2011 року:
|          | Загалом | Допрацездатний вік | Працездатний вік | Постпрацездатний вік |
| -------- | ------- | ------------------ | ---------------- | -------------------- |
| Чоловіки | 60      | 9                  | 42               | 9                    |
| Жінки    | 47      | 4                  | 24               | 19                   |
| Разом    | 107     | 13                 | 66               | 28                   |